# Thrips helvolus
Thrips helvolus är en insektsart som beskrevs av Nakahara 1994. Thrips helvolus ingår i släktet Thrips och familjen smaltripsar. Inga underarter finns listade i Catalogue of Life.